# شبه‌ریاضیات
شبه‌ریاضیات (به انگلیسی: Pseudomathematics) نوعی از فعالیت‌های ریاضی-مانند است که تحت چارچوب، تعاریف، قوانین و دقت و نازک‌بینی ریاضیات رسمی کار نمی‌کنند.

## انواع شبه‌ریاضیات
یک نوع متداول از رویکردها اقدام برای حل مسائل کلاسیک به روش‌هایی است که ثابت شده‌اند از لحاظ ریاضیاتی غیرممکن هستند.
- تربیع دایره: برای یک دایرۀ دلخواهِ داده شده، مربعی رسم شود که مساحت یکسانی داشته‌باشند.
- تضعیف مکعب: برای یک مکعبِ دلخواهِ داده شده، مکعبی با حجم دو برابر رسم شود.
- تثلیث زاویه: یک زاویۀ دلخواهِ داده شده، به سه زاویۀ کوچک‌تر مساوی تقسیم شود.